# ورسکو
ورسکو (به بلغاری: Versko) یک منطقهٔ مسکونی در بلغارستان است که در شهرستان چرنوچن واقع شده‌است.
 ورسکو ۱٫۲۰۵ کیلومتر مربع مساحت و ۳۹ نفر جمعیت دارد.